# باول هيل
باول هيل (بالإنجليزية: Paul S. Hill)‏ هو ضابط أمريكي، ولد في 23 يونيو 1962 في أورلاندو في الولايات المتحدة.